# Falsistrellus affinis
Falsistrellus affinis är en fladdermusart som först beskrevs av George Edward Dobson 1871. Falsistrellus affinis ingår i släktet Falsistrellus och familjen läderlappar. Inga underarter finns listade i Catalogue of Life.
Arten blir 43 till 51 mm lång (huvud och bål) och har en 30 till 41 mm lång svans. Underarmarna är 38 till 40 mm långa, bakfötterna är 7 till 8 mm långa och öronen är 12 till 15 mm stora. Ovansidans päls bildas av bruna hår med gråa spetsar och på undersidan förekommer ljusgrå päls.
Denna fladdermus förekommer med flera från varandra skilda populationer i södra Asien. Arten når i nordväst norra Indien, i nordöst södra Kina (norr om Vietnam) samt i syd Myanmar och Sri Lanka. Falsistrellus affinis vistas i låglandet och i bergstrakter upp till 2000 meter över havet. Den lever i olika habitat.
Individerna vilar i bergssprickor, i trädens håligheter och i byggnader. De äter insekter.